# Grand-Prix d'Italie 2021
Navigation
Édition précédente Édition suivante
Le Grand-Prix d'Italie 2021 (2021 Grand Prix of Italy en anglais ; Gran Premio d'Italia 2021 en italien) est une compétition internationale de patinage artistique qui accueille des patineurs amateurs de niveau senior dans quatre catégories: simple messieurs, simple dames, couple artistique et danse sur glace.
Le Grand-Prix est organisé du 5 au 7 novembre 2021 à la Palavela de Turin en Italie. Il est la troisième compétition du Grand Prix ISU senior de la saison 2021/2022.  
Le 27 août 2021, l'Union internationale de patinage annonce que le Grand-Prix d'Italie remplace la Coupe de Chine pour l'édition 2021, qui a été annulée le 16 août en raison de restrictions de voyage et d'exigences de quarantaine liées à la Pandémie de Covid-19. 
La dernière fois que la coupe de Chine a été annulée, c'était en 2018, et celle-ci avait été remplacée par le Grand-Prix d'Helsinki.
Dans une tentative de préserver la série des Grand-Prix, l'Union internationale de patinage demande à d'autres fédérations de postuler en tant qu'hôtes aux dates initialement prévues. En plus de la candidature retenue de la fédération italienne, l'Union internationale de patinage reçoit des candidatures de la fédération hongroise (Debrecen) et de la fédération américaine (Norwood, Massachusetts). 

## Résultats

### Messieurs
| Rang    | Nom                 | Pays         | Points | Programme court | Programme court | Programme libre | Programme libre |
| ------- | ------------------- | ------------ | ------ | --------------- | --------------- | --------------- | --------------- |
| 1       | Yuma Kagiyama       | Japon        | 278.02 | 7               | 80.53           | 1               | 197.49          |
| 2       | Mikhail Kolyada     | Russie       | 273.55 | 4               | 92.30           | 2               | 181.25          |
| 3       | Daniel Grassl       | Italie       | 269.00 | 2               | 95.67           | 3               | 173.33          |
| 4       | Deniss Vasiļjevs    | Lettonie     | 248.44 | 5               | 85.09           | 4               | 163.35          |
| 5       | Cha Jun-hwan        | Corée du Sud | 247.74 | 3               | 95.56           | 6               | 152.18          |
| 6       | Kazuki Tomono       | Japon        | 245.11 | 6               | 83.91           | 5               | 161.20          |
| 7       | Jin Boyang          | Chine        | 242.27 | 1               | 97.89           | 9               | 144.38          |
| 8       | Petr Gumennik       | Russie       | 226.76 | 9               | 76.81           | 7               | 149.95          |
| 9       | Dmitri Aliev        | Russie       | 217.67 | 10              | 71.07           | 8               | 146.60          |
| 8       | Chen Yudong         | Chine        | 200.96 | 8               | 78.79           | 10              | 122.17          |
| 11      | Gabriele Frangipani | Italie       | 167.60 | 12              | 55.09           | 11              | 112.51          |
| Abandon | Paul Fentz          | Allemagne    |        | 11              | 57.17           | NC              | NC              |

### Dames
| Rang | Nom                | Pays         | Points | Programme court | Programme court | Programme libre | Programme libre |
| ---- | ------------------ | ------------ | ------ | --------------- | --------------- | --------------- | --------------- |
| 1    | Anna Chtcherbakova | Russie       | 236.78 | 3               | 71.73           | 1               | 165.05          |
| 2    | Maiia Khromykh     | Russie       | 226.35 | 2               | 72.04           | 2               | 154.31          |
| 3    | Loena Hendrickx    | Belgique     | 219.05 | 1               | 73.52           | 3               | 145.53          |
| 4    | Mai Mihara         | Japon        | 214.95 | 5               | 70.46           | 4               | 144.49          |
| 5    | Satoko Miyahara    | Japon        | 209.57 | 4               | 70.85           | 5               | 138.72          |
| 6    | Kim Ye-lim         | Corée du Sud | 193.50 | 7               | 62.78           | 6               | 130.72          |
| 7    | Sofia Samodourova  | Russie       | 180.59 | 9               | 58.68           | 7               | 121.91          |
| 8    | Lim Eun-soo        | Corée du Sud | 179.58 | 6               | 67.03           | 8               | 112.55          |
| 9    | Zhu Yi             | Chine        | 171.25 | 8               | 60.00           | 9               | 111.25          |
| 10   | Nicole Schott      | Allemagne    | 167.20 | 10              | 58.33           | 10              | 108.87          |
| 11   | Lara Naki Gutmann  | Italie       | 158.57 | 11              | 54.83           | 11              | 103.74          |
| 12   | Lucrezia Beccari   | Italie       | 148.29 | 12              | 53.35           | 12              | 94.94           |

### Couples
| Rang    | Nom                                  | Pays      | Points | Programme court | Programme court | Programme libre | Programme libre |
| ------- | ------------------------------------ | --------- | ------ | --------------- | --------------- | --------------- | --------------- |
| 1       | Sui Wenjing / Han Cong               | Chine     | 224.55 | 1               | 80.07           | 1               | 144.48          |
| 2       | Peng Cheng / Jin Yang                | Chine     | 211.86 | 2               | 76.71           | 2               | 135.15          |
| 3       | Iuliia Artemeva / Mikhail Nazarychev | Russie    | 187.01 | 4               | 61.90           | 3               | 125.11          |
| 4       | Nicole Della Monica / Matteo Guarise | Italie    | 179.26 | 3               | 65.12           | 4               | 114.14          |
| 5       | Rebecca Ghilardi / Filippo Ambrosini | Italie    | 165.45 | 5               | 60.89           | 6               | 104.56          |
| 6       | Alina Pepeleva / Roman Pleshkov      | Russie    | 162.71 | 7               | 52.72           | 5               | 109.99          |
| 7       | Sara Conti / Niccolò Macii           | Italie    | 152.72 | 6               | 54.55           | 7               | 98.17           |
| Abandon | Annika Hocke / Robert Kunkel         | Allemagne |        | 8               | 49.16           | NC              | NC              |

### Danse sur glace
| Rang | Nom                                     | Pays       | Points | Danse rythmique | Danse rythmique | Danse libre | Danse libre |
| ---- | --------------------------------------- | ---------- | ------ | --------------- | --------------- | ----------- | ----------- |
| 1    | Gabriella Papadakis / Guillaume Cizeron | France     | 220.06 | 1               | 87.45           | 1           | 132.61      |
| 2    | Madison Hubbell / Zachary Donohue       | États-Unis | 207.90 | 2               | 84.79           | 2           | 123.11      |
| 3    | Aleksandra Stepanova / Ivan Bukin       | Russie     | 202.18 | 3               | 81.47           | 3           | 120.71      |
| 4    | Wang Shiyue / Liu Xinyu                 | Chine      | 184.59 | 5               | 73.28           | 4           | 111.31      |
| 5    | Caroline Green / Michael Parsons        | États-Unis | 178.26 | 4               | 75.60           | 6           | 102.66      |
| 6    | Evgeniia Lopareva / Geoffrey Brissaud   | France     | 174.63 | 6               | 67.31           | 5           | 107.32      |
| 7    | Carolane Soucisse / Shane Firus         | Canada     | 163.86 | 8               | 63.40           | 7           | 100.46      |
| 8    | Katharina Müller / Tim Dieck            | Allemagne  | 158.97 | 7               | 63.41           | 9           | 95.56       |
| 9    | Chen Hong / Sun Zhuoming                | Chine      | 158.12 | 9               | 62.37           | 8           | 95.75       |
| 10   | Carolina Moscheni / Francesco Fioretti  | Italie     | 140.83 | 10              | 55.79           | 10          | 85.04       |

## Source
- Résultats du Grand Prix d'Italie 2021